# Zofia Rudomina-Dusiatska
Zofia Rudomina-Dusiatska z domu Endrukajtis (ur. 1885, zm. 1940 w Kijowie) – polska nauczycielka, działaczka społeczna i oświatowa, ofiara zbrodni katyńskiej.

## Życiorys
Była córką Antoniego i Marii z domu Bouffał. Urodziła się na Kaukazie, gdzie pracował jej ojciec lekarz. Jej rodzeństwem byli: Wacław, Helena, Józefa i Jan. Po śmierci ojca, rodzina mieszkała w Warszawie, a następnie osiadła w Korcu na Wołyniu. Tam w 1908 Zofia Endrukajtis otworzyła we własnym domu-dworku prywatną szkołę, działającą jako Szkoła Podstawowa nr 2, w której pełniła funkcję kierowniczki. W 1924 wyszła za mąż za Stanisława Rudominę-Dusiatskiego (1897–1951), nauczyciela i wcześniej dyrektora Szkoły Podstawowej nr 1 w Korcu. W 1937 ich szkoła uzyskała status Publicznej Szkoły Powszechnej stopnia III. Zamieszkiwali w dworku, w którym jednocześnie mieściła się szkoła do 1939.
Po wybuchu II wojny światowej i agresji ZSRR na Polskę 10 kwietnia została aresztowana w domu przez funkcjonariuszy NKWD jako „członek Obozu Zjednoczenia Narodowego i agent polskiego wywiadu”. Była przetrzymywana w więzieniu w Równem, a 31 maja została przewieziona do więzienia przy ulicy Karolenkiwskiej 17 w Kijowie. Tam została zamordowana przez NKWD prawdopodobnie na wiosnę 1940. Jej nazwisko znalazło się na tzw. Ukraińskiej Liście Katyńskiej opublikowanej w 1994 (została wymieniona na liście wywózkowej 67/1-49 oznaczona numerem 2540). Ofiary tej części zbrodni katyńskiej zostały pochowane na otwartym w 2012 Polskim Cmentarzu Wojennym w Kijowie-Bykowni.
Zofia i Stanisław Rudomina-Dusiatscy nie mieli własnych dzieci. Wychowywali Leszka i Alicję (Marię) Majerskich, dzieci zmarłej kuzynki Zofii – Janiny. Po wojnie, w 1946, Stanisław Rudomina-Dusiatski ożenił się z Zofią Okęcką, która przed wojną pracowała w koreckiej szkole.

## Ordery i odznaczenia
- Krzyż Kawalerski Orderu Odrodzenia Polski (27 listopada 1929)[4]
- Krzyż „Pro Ecclesia et Pontifice” (Watykan)